# Langlade, Gard
Langlade este o comună în departamentul Gard din sudul Franței. În 2009 avea o populație de 2.039 de locuitori.

## Evoluția populației
| An        | 1975 | 1982  | 1990  | 1999  | 2006  | 2009  |
| --------- | ---- | ----- | ----- | ----- | ----- | ----- |
| Populație | 646  | 1.193 | 1.603 | 1.834 | 1.958 | 2.039 |